# Justus Dirks
Justus Dirks (Bergen op Zoom, 12 januari 1825 - Scheveningen, 26 december 1886) was een waterstaatkundige en liberaal Tweede Kamerlid.
Justus Dirks was de zoon van apotheker Justus Dirks en Maria Elselina Backer. Hij volgde de ingenieursopleiding bij de Koninklijke Militaire Academie van 1841 - 1845, waar hij afstudeerde als cadet van waterstaat. Hij ging aan de slag als aspirant-ingenieur bij Rijkswaterstaat, achtereenvolgens in Zeeuws-Vlaanderen, 's-Hertogenbosch en Gorinchem. In 1849 werd hij gepromoveerd tot ingenieur tweede klasse, in 1860 tot ingenieur eerste klasse en in 1863 tot hoofdingenieur. In 1860/1861 was hij lid van de Raad van Waterstaat.
Van 1864 tot 1883 kreeg hij verlof voor onbepaalde tijd, om de functie van eerstaanwezend ingenieur bij De Amsterdamsche Kanaalmaatschappij op zich te nemen, hij kreeg in 1865 de leiding bij de aanleg van het Noordzeekanaal. Hij nam al na drie jaar ontslag, wegens de op hem geuite kritiek, en werd op nationaal en internationaal gebied actief als adviseur. Hiervoor maakte hij ook diverse buitenlandse reizen, naar Spanje, Denemarken en Egypte. In 1876 deed hij in Spanje onderzoek naar de droogmaking van een meer en een deel van de Guadalquiver, en in 1879/1880 bezocht hij Panama met Ferdinand Burggraaf de Lesseps, de ontwikkelaar van het Suezkanaal, die later ook een poging zou doen tot de aanleg van het Panamakanaal.
In 1881 kwam Dirks via tussentijdse verkiezingen in de Tweede Kamer. In maart 1883 nam hij alweer ontslag vanwege een reis naar Chili (als waterstaatkundig ingenieur bij de havenwerken), maar hij werd een maand later alweer herkozen (na herstemming), later in 1883 werd hij ook herkozen bij de periodieke verkiezingen, en zou nog tweeënhalf jaar in de Kamer blijven (mei 1886). Hij stelde zich liberaal op, hij sprak hoofdzakelijk over waterstaatsaangelegenheden en een enkele maal over West-Indische zaken.
Dirks trouwde op 13 oktober 1848 met Alida Clasina Kruijsse, met wie hij enkele zoons en dochters kreeg.

## Eerbetoon

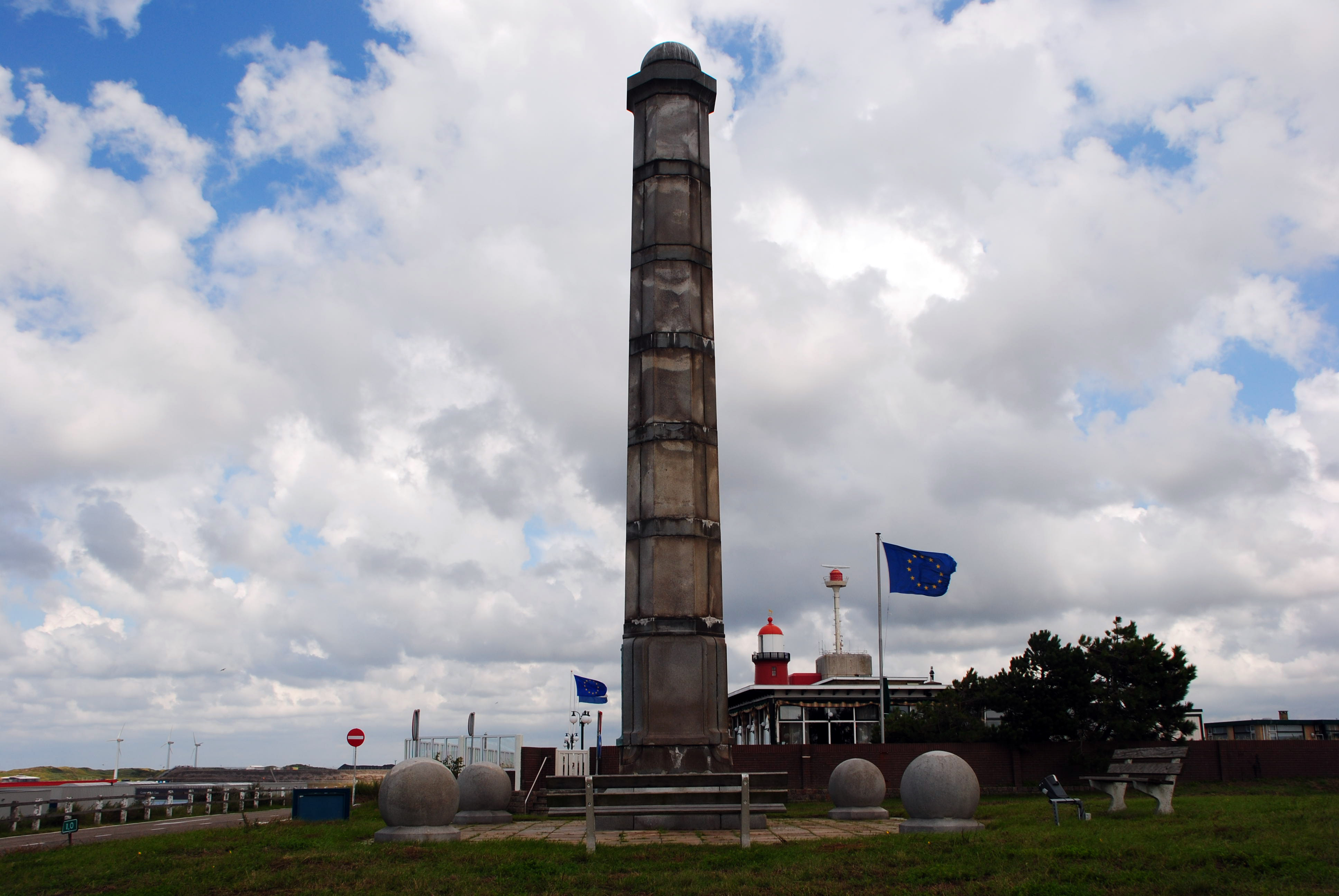
De gedenknaald, bij de IJmondhaven

In IJmuiden staat sinds 28 september 1923 een 12 meter hoge gedenknaald met de tekst:
‘Hulde aan de nagedachtenis van Justus Dirks, hoofdingenieur 1ste klasse van den Waterstaat, eerst aanwezend ingenieur bij de Amsterdamsche Kanaalmaatschappij. Aan zijne technische leiding is het Noordzeekanaal voor een groot deel te danken. Bij tal van andere belangrijke werken in Nederland en daarbuiten heeft hij eveneens den naam van den Nederlandschen ingenieur hoog gehouden.’
De naald is een rijksmonument. Oorspronkelijk stond de naald op het Sluiseiland. In 1971 is de naald verplaatst náar de Seinpostweg, maar er zijn plannen hem opnieuw te verplaatsen naar het Sluisplein.